# Nagy Ferenc (tudománytörténész)
Nagy Ferenc (Köröstarcsa, 1939. szeptember 11. – Balatonföldvár, 2025. február 12.) tudománytörténész, tudományszervező, Bolyai-kutató. 

## Pályafutása
Édesapja Nagy Ferenc magyar–történelemszakos tanár, aki Marosvásárhelyről származott, édesanyja Hőgye Piroska, aki Temesvárott nőtt fel; nagyszülei és dédszülei Erdélyben éltek. Testvérei Piroska, Győző, Pál, valamint S. Nagy István dalszövegíró.
Abban a gimnáziumban tanult, ahol édesapja tanított; innen az érettségi évében eltanácsolták, mert „tiszteletlenül beszélt egy tanárral” és „a kokárdát elfogadhatatlan alkalommal viselte”: 1956 emléknapján. Végül a Szent László gimnáziumban tette le az érettségit.
A tanulás mellett többféle munkát is végzett (például szenet lapátolt). Tagja volt egy zenekarnak, mellyel később több felkérést is kaptak előadásokra.
Az Eötvös Loránd Tudományegyetemen végzett jogászként, summa cum laude diplomával. Több helyen dolgozott jogtanácsosként, de végül a tudományokat választotta a jogi pálya helyett.
Leendő feleségével 15 évesen találkozott először, végül 1964-ben házasodtak össze. Egy gyermekük született (Réka). Feleségével 1994-ben váltak el, de kapcsolatuk továbbra is jó maradt.
Egy ideig a Bolyai János Alapítvány kuratóriumának ügyvezető alelnöke, illetve elnöke volt. Bolyai-díjas [forrás?] főszerkesztő, a Magyar Érdemrend lovagkeresztjének kitüntetettje.
Nevéhez fűződik az Országos Műszaki Információs Központ és Könyvtár (OMIKK) Tudomány- és Technikatörténeti Műhelyének létrejötte, illetve a MTA óvodája létrehozásának kezdeményezése (mely gyermekének óvodás korával esett egybe). Ő volt a Bay Zoltán Tudomány- és Technikatörténeti Alapítvány kuratóriumi elnöke.
Bolyai János életművének kutatójaként sok publikációja, könyve jelent meg; 2001-ben tevékenységét Bolyai-díjjal jutalmazták.
Számos rendezvény főszervezője volt:
- „Magyarok szerepe a világ természettudományos és műszaki haladásában” világkonferencia sorozat (MVA, MTA, BME, MTESZ; 1986);
- „A XXI. század sikeres Magyarországért” című tudós találkozók (2000);
- A „Nobel-díjas géniuszaink” kiadványához kapcsolódó első magyar Nobel kiállítás.

Baráti kapcsolatot tartott a külföldön élő Nobel díjas tudósokkal – Oláh György, Szent-Györgyi Albert, Békésy György, Harsányi János, Gábor Dénes, Hevesy György –, akikről több kiadványt írt és szerkesztett. Publikált Neumann Jánosról.

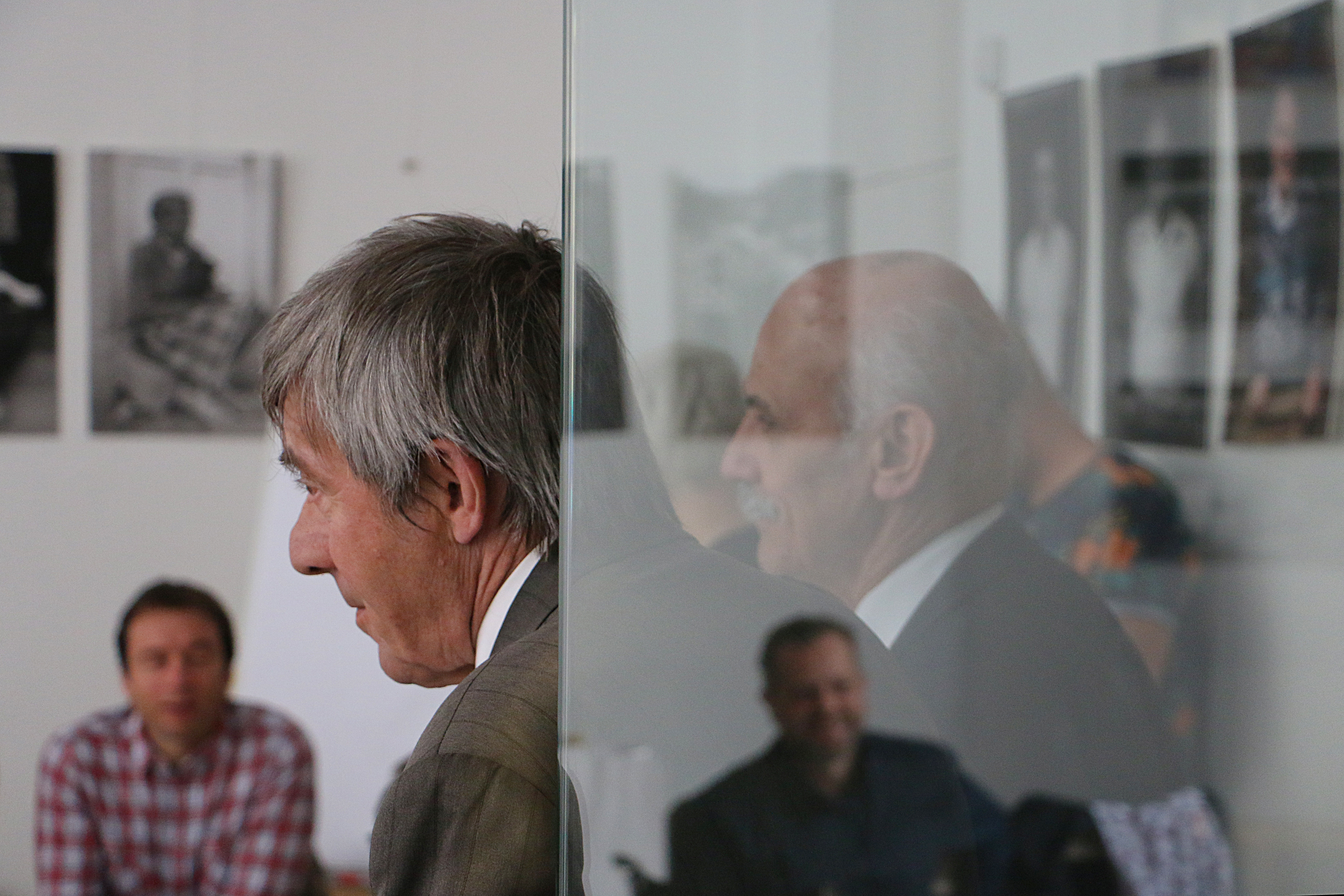
„Feridiák és Witéz”: Nagy Ferenc (j) és Kiss Csongor (b) 2016-ban

Sok évtizedes barátságban volt Kiss Csongorral, akivel számos rendezvényt és könyvet együtt alkottak meg; Nagy Ferenc sokszor úgy jellemezte kettőjük kapcsolatát, hogy „mi egy ember vagyunk”; míg Nagy volt a frontember, az energia, addig Kiss volt a biztos háttér, a nyugalom, kiegyensúlyozva a végeredményt. Kiss 2018-as halála komoly nyomott hagyott életén.

## Díjai
- Pro Inventore díj, Magyar Feltalálók Egyesülete (MAFE), 1999[5]
- Bolyai-díj, 2001
- Pro Universitas-díj, Óbudai Egyetem, 2012[6]
- Hevesi Gyula-emlékérem, Szervezési és Vezetési Tudományos Társaság, 1988[7]
- Műszaki és Természettudományi Egyesületek Szövetségének [MTESZ] emlékplakettje
- ELTE Arany Oklevél „50 éven át kifejtett értékes szakmai tevékenységének elismeréseként”, 2014
- A Magyar Érdemrend lovagkeresztje, polgári tagozat, 2022[8]

## Könyvei
- A Bolyai-üzenet és a Bolyai-díj. Budapest: Better/Püski (2000). ISBN 963-86040-1-8. Hozzáférés ideje: 2025. február 21.
- Nagy Ferenc. Neumann János és a „magyar titok”. Budapest: OMIKK (1987). ISBN 9635925956

### Szerkesztett kötetek
- Magyar tudóslexikon A-tól Zs-ig. Budapest: Better Kiadó. ISBN 963-85433-5-3. Hozzáférés ideje: 2025. február 21.
- Ezerszáz év üzenete: A magyarok cselekedetei és nagyjai a tudomány és technika történetében. Budapest: Better Kiadó (1996)
- Hass, alkoss, gyarapíts: A Genius '96 üzenete. Budapest: Better Kiadó (1996)
- szerk.: dr. Nagy Ferenc: A magyar tudomány napja és a tudomány világnapja – Széchenyi és Bolyai szellemében. Budapest: Bolyai János Alapítvány (1999). ISBN 963 85433 9 6
- Bolyai – biográfia, bibliotéka, bibliográfia. Budapest: Better Kiadó – Püski Kiadó (2000)
- Nobel-díjas géniuszaink. Budapest: Better Kiadó (2001)
- szerk.: dr. Nagy Ferenc: A Bolyai-Gauss levelezés – A teljes levelezés első gyűjteményes kiadása. Budapest: Bolyai - Better - Püski (2004). ISBN 9789638623331
- dr. Nagy Ferenc. A hatvan éves MTESZ Jubileumi évkönyve. Better kiadó, 159. o. (2008). ISBN 978-963-86233-6-2
- Bolyai Farkas és Carl Friedrich Gauss levelezése – A gyűjtemény 3. része. budapest: Bolyai Kiadó – Better Kiadó (2015)

### Tájékoztató füzetek és egyedi kiadványok
- dr. Nagy Ferenc. „100 éves a Nobel-díj”. Oktatási Minisztérium, 27. o. (2001)